# Fœtus in fœtu

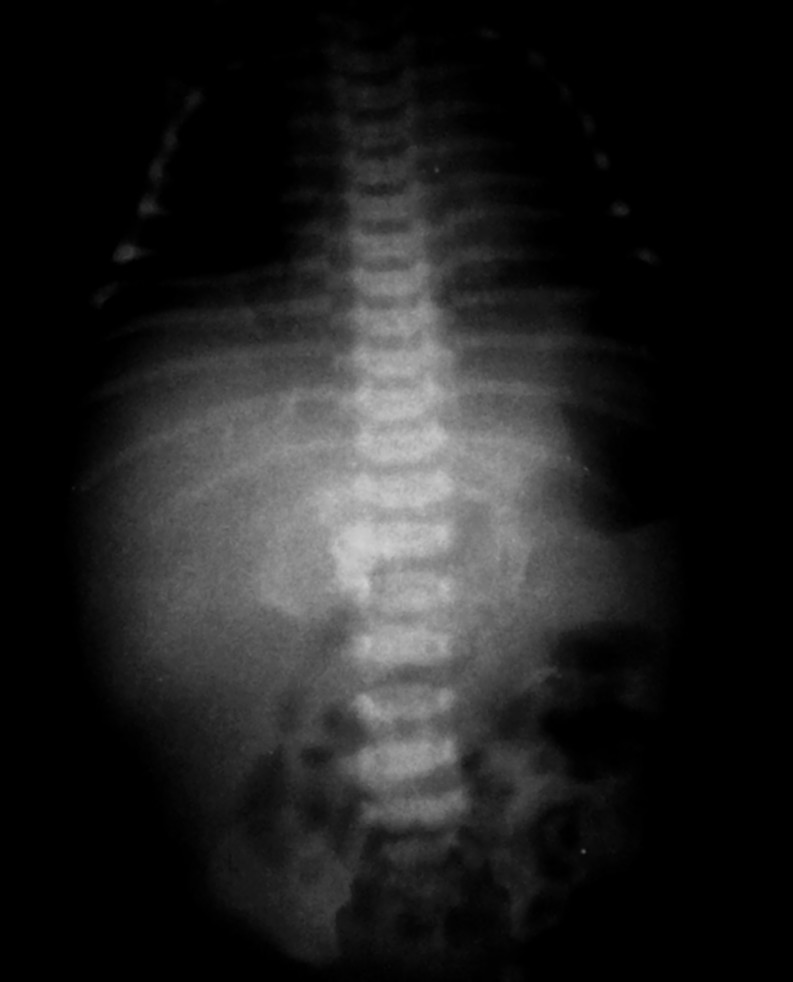
Radio de l'abdomen chez un nouveau-né. Le squelette fœtal est reconnaissable en avant des deux premières vertèbres lombaires (squelette du crâne à gauche et des fémurs à droite.

Un fœtus in fœtu ou fetus in fetu, (FIF) est une anomalie du développement de l'embryon au cours de laquelle un fœtus se trouve inclus à l'intérieur du corps de son jumeau, pouvant donner lieu au développement d'un tronc, d'organes, de membres à l'intérieur du fœtus-hôte. Cette anomalie concernerait 1 sur 500 000 bébés nés vivants,.

## Cas répertoriés
Entre 1999 et 2013, 95 cas de fœtus in fœtu ont été publiés dans la littérature.
En 2009, Kang Mengru, une fillette chinoise d’1 an portait son jumeau dans son ventre ; celui-ci s'étant développé après la naissance de sa sœur, elle a été opérée durant plus de dix heures.

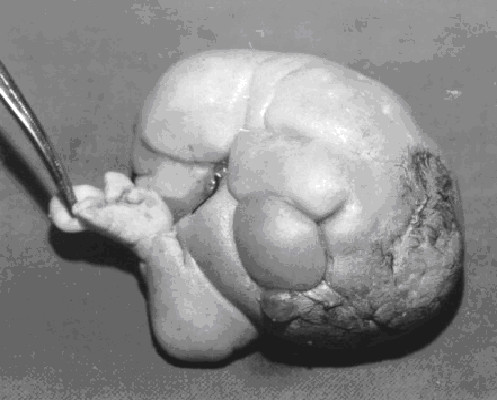
Image après l'opération de retrait du fœtus : on peut voir un bras, une main et des doigts embryonnaires.

Selon des faits relatés par le Hong Kong medical journal en 2015, une autre fillette chinoise est née en 2010 avec deux embryons dans l'abdomen. Après avoir constaté la présence d'une masse dans le ventre du bébé grâce à une échographie et un scanner, les médecins ont fait pratiquer une intervention chirurgicale peu de temps après sa naissance pour extraire cette masse intra-abdominale suspecte. Ils ont alors découvert deux fœtus reliés, chacun ayant son propre placenta et son propre cordon ombilical. Il s'agit donc là d'un cas de triplés parasites.

## Diagnostic différentiel
Il est possible que certains cas répertoriés soient en fait des tératomes. A la différence des fœtus in fœtu, les tératomes ont un potentiel de croissance indépendant et peuvent dégénérer en tumeur maligne. Un bon moyen de différencier ces deux entités est la présence d'une colonne vertébrale, habituellement absente dans les tératomes. 